# 周联华
周联华（1920年3月7日—2016年8月6日）生于上海，祖籍浙江慈谿县。美南浸信會神學院新約博士（Ph.D. in New Testament）為教師、牧師、宣教士與神學家。
周聯華牧師一生簡樸，常謙稱自己為「主的小驢駒」，他一生的縮影就如同耶穌在世事奉的寫照：「耶穌周遊各市鎮鄉村，在各會堂裏教導人，宣講天國的福音，並治好民間的各種疾病。當他看見一群群的人，動了惻隱之心；因為他們孤苦無助，像沒有牧人的羊群一般。」馬太福音9:35-36
2016年8月6日傍晚周聯華牧師於陽明山完成當天服事後開車下山，途經仰德大道心臟病發而暈厥，經送往振興醫院後因心臟衰竭搶救無效，蒙主寵召享嵩壽96歲。他的追思禮拜於8月19日在其服事的懷恩堂舉行。

## 早年
周聯華出生日期為農曆庚申年三月初七日，換算西曆為1920年4月25日，但他的證件都採用農曆3月7日。周聯華的父親是周餘生（後改名漁笙）在上海經商，母親是周餘生的三姨太沈桂寶。
周聯華從小學到大學的教育都在上海完成，小學入讀當時上海最好的學校「中西女塾附屬小學暨幼稚園」（McTyeire School for Girls）該校小學部以上專收女學生，並使用全英語教學。周聯華在此校讀到小學四年級就轉到只收男同學南洋模範中小學，但是這學校男同學的髒話連篇讓他很不適應，一年後即轉入上海另一所名校南洋中學，在此兩年奠定古文基礎，背了很多古書，對他日後從事本色神學的工作很有助益。初三轉學至光華大學附屬中學，直升高中後不僅對戲劇有濃厚興趣，更受到愛國精神啟迪，於課外活動的學習中培養了日後幹練的做事風格。
1938年周聯華進入滬江大學就讀，也是他接觸基督教信仰的契機，入學後不久，有學生邀請他參加基督教浸信會所辦的「八福團」團契，因而接觸基督信仰。「八福團」導師是前燕京大學任教哲學與宗教的徐寶謙（1892-1944），他在信仰上不給周聯華任何壓力，卻深刻影響他，也改變了他初出茅廬、不可一世的性格。徐老師向周聯華介紹「唯愛主義」，讓他明白武力解決不了問題，用理論、言語也解決不了問題，因為無法互相說服，只有基督的愛才是辦法。因此，周聯華一生不與人吵架，寧願退一步「和平」相處與共存，縱有毀譽也任人謗之。這是「唯愛主義」，也是基督的愛的真諦。徐寶謙同時介紹印度三位哲人甘地、泰戈爾、尼赫魯給周聯華，進一步使他萌生出國留學念頭，並申請至青年會工作，一方面賺取出國留學的費用、一方面累積工作經驗。

## 青年時期
1943年抗日戰爭時期，周聯華先在成都受訓，幫忙西南聯大學生中心的各項事務。1944年夏天被分派到桂林的廣西大學工作，擔任校會組學生幹事。桂林失守後，周牧師被指派協助學校搬遷至貴州榕江，一路之艱難無法想像，但這段路程培養了周聯華學會廣東話，也幫助了當地的小教會，一時間那裡做禮拜的人多了起來。
1945年抗戰勝利回到上海，周聯華與美南浸信會高樂民教士（Inabelle Coleman, 1898-1959）相逢，高教士邀他當查經班、助道會主席，但周聯華心裡不願意並想著出國求學，整個人陷入苦悶與煩惱之中。高教士要他在禱告中找答案，最終周聯華在禱告中找到答案，並決定一生做傳道人。周聯華回憶說：「有了這一次單獨與上帝談話的經驗，我一切問題都解決了，從此真正知道我是耶穌的門徒、上帝的僕人。我要一生跟隨祂，無論貧窮、艱苦、患難，我都要跟隨祂。只要我確知祂要我做的，我可以不計較別人怎麽說。」於是周聯華於1946年12月22日接受浸信會的浸禮，也決定一生奉獻給神成為傳道人。

### 結婚
1946年中華浸會神學院在上海復校，柯理培牧師（Charles L. Culpepper, Sr. 1895-1986）被推選為代理院長。高教士介紹了英文系畢業在滬大圖書館工作的阮郇瑤（1919-2009）給周聯華，1947年7月29日兩人在聖公會的上海國際禮拜堂舉行婚禮，婚後育有三子求國（1951）、求義（1954）、求德（1957）。高教士還推薦這對新婚夫婦赴美接受神學院的裝備，但周聯華認為他們應該讀自己的中華浸會神學院，於是周聯華夫婦在1948年一同進入中華浸會神學院就讀。妻子周阮郇瑤同時在神學院的圖書館工作。但隨後國共內戰爆發共軍節節進逼，神學院決定送周牧師夫婦赴美深造。

### 赴美讀神學院
1949年周牧師夫婦去了美國肯塔基州的南方浸信會神學院（The Southern Baptist Theological Seminary）攻讀神學學位，先在1951年完成神道學學士（B.D.）學位，接著在1954年順利拿到神學博士學位。當時美國有其他學校以優渥的待遇聘請他前往教書，使他對於要教書或是做牧師感到猶豫不決。這時教他講道法的老師韋思本（Jesse Burton Weatherspoon, 1886-1964）以提摩太後書一章11節勉勵他，使徒保羅當年為了福音同時做傳道、使徒和教師，「保羅能，你也能」並且提到台灣是一個新興的宣教工場，正需要人才，於是周聯華決定放棄美國教職的邀約，回到台灣。

## 軼事
- 周聯華雖是兩蔣牧師，曾主持蔣家三代蔣中正、蔣經國、蔣孝文的告別式，但也非常畏懼被蔣家猜忌，有一次應邀約參加蔣宋美齡慶祝生日宴會，半夜兩點，有軍官與傳令兵來找周聯華，周聯華以為言論冒犯當局，要被逮捕了，結果只是蔣中正為求慎重，派侍衛來邀請「務必參加」。周聯華翻譯保羅·田立克（Paul Tillich，1886－1965）所著《信仰的能力》（Dynamics of Faith）時，因為田立克反獨裁，周聯華怕被無端牽連，決定以筆名「羅鶴年」發表[4]。

- 周聯華曾被宋美齡派到綠島監獄去傳福音。一位在綠島被囚十年的政治犯回憶道：每天在綠島上的生活是苦役勞動、精神虐待、人格侮辱；每分鐘都被政治化，朝夕必結隊高喊「蔣公是民族救星！」與「殺朱拔毛！」；朝夕必唱「反攻、反攻、反攻大陸去！」周牧師的到來，營造了一種非政治的氣氛，給他們「帶來了空間和時間上的短暫解放與寧靜」。他讓囚犯感覺自己是個「人」。當周牧師開口稱他們「女士們、先生們──」時，囚犯們「當時剎那間的感受，直如天籟，『自我』從毛孔裡神聖起來」。讀《聖經》時，「藉由上帝的口，傳布了若干的人間信息；點點滴滴，豈止聊勝於無；荒漠甘泉，瓊漿玉液啊！」情治人員不喜歡牧師，但有宋美齡撐腰，他們拿他沒辦法。[5]

- 李登輝曾回憶，他三十多歲開始信教時，神對他說：你六十歲以後要去山裡做我的工作。後來李登輝六十歲時正擔任副總統，無法履行與神的契約，不知如何是好。周聯華知道後，寫了一封信給他，勸他好好當副總統，因為副總統很重要，影響力會比在山上傳教的牧師更大，期許李氏透過副總統的職權，幫助老百姓面對信仰的問題。[6]:55

## 生平大事記
- 1938年於就讀滬江大學期間參加「八福團團契」，之後受徐寶謙教授影響而信主。
- 1943～1945年，擔任基督教青年學生會學生中心負責人。
- 1946年12月22日受浸
- 1948年擔任全國浸信會聯會主任
- 1951年被按立為牧師
- 1954年9月，擔任凱歌堂主日崇拜講員、浸信會懷恩堂英語崇拜部牧師
- 1954年～1955年，擔任臺南浸信會牧師
- 1954年～1985年，擔任臺灣浸信會神學院教授、浸信會懷恩堂主任牧師
- 1956年起，開始協助浸信會綠島佈道所福音事工
- 1958年，擔任東海大學董事長
- 1958～1981年，擔任東海大學董事
- 1959～1971年，擔任亞洲浸信會神學研究院教務長
- 1964年，出任長老教會「基督教在臺宣教百周年紀念籌備委員會」主席[7]
- 1965年起，開始關懷監獄事工
- 1966年，擔任凱歌堂專任牧師、中華基督教婦女祈禱會監督
- 1970年～1972年，首次擔任東海大學董事長
- 1970年～1973年，擔任滬江高中董事長
- 1974年～2004年，擔任嚴慶齡工業發展基金會執行秘書
- 1971年，開始參與聖經現代中文譯本翻譯
- 1975年，擔任先總統蔣公追思禮拜主禮牧師
- 1979～1981年，第二次擔任東海大學董事長
- 1983年，開始參與聖經和合本修訂版修訂工作
- 1984年，擔任中華基督教藝人之家牧師
- 1985年，擔任臺灣世界展望會董事
- 1986年～2004年，擔任財團法人吳舜文新聞獎助基金會董事長
- 1987年，擔任「公元二千年臺灣福音運動」主席
- 1988年，擔任蔣故總統經國先生追思禮拜主禮牧師
- 1989年4月，擔任臺灣世界展望會董事
- 1990年，與翁修恭牧師、蘇南洲先生（雅歌出版社及《曠野雜誌》社長）共同籌備與主持「二二八平安禮拜」
- 1991年～1995年，擔任宇宙光全人關懷機構董事長
- 1992年～2016年，擔任世界展望會總會董事
- 1993～2006年，擔任亞洲浸信會神學研究院院長
- 1995年～2004年，擔任世界展望會亞洲第二委員會委員
- 1997年～2008年，擔任南京愛德印刷有限公司董事
- 2001年，擔任世界展望會總會稽核委員會召集人
- 2009年1月, 擔任學校財團法人中華浸信會基督教台灣浸會神學院董事長
- 2009年7月，擔任亞洲浸信會神學研究院代理院長
- 2015年3月，於「周聯華牧師與台灣近代基督教學術研討會」發表《易的神學》論文[8]
- 2016年8月6日安息主懷，享年96歲

## 學歷與學位

### 學歷
- 中西女塾附屬小學暨幼稚園（McTyeire School for Girls）
- 南洋模範中小學
- 南洋中學
- 光華大學附屬中學
- 滬江大學商學院
- 南方浸信會神學院 （The Southern Baptist Theological Seminary）

### 學位
- 1947年取得滬江商學院學士
- 1951年取得南方浸信會神學院神學道學學士學位
- 1954年取得南方浸信會神學院新約神學博士學位
- 2006年獲頒美國墨瑟大學名譽人文科學博士學士
- 2008年獲頒東海大學名譽哲學博士學位

## 作品

### 翻譯
| 出版年 | 書名                 | 出版社                | 備註                                   |
| ------ | -------------------- | --------------------- | -------------------------------------- |
| 1953年 | 新約之信仰           | 香港浸信會出版部      | 共2冊，與蕭維元合譯                    |
| 1954年 | 救贖的福音           | 香港浸信會出版部      | 與蕭維元合譯                           |
| 1964年 | 信仰的能力           | 台南:東南亞神學院協會 | 使用筆名羅鶴年                         |
| 1972年 | 當代基督教十大思想家 | 基督教文藝出版社      |                                        |
| 1979年 | 現代中文譯本         | 聯合聖經公會          | 與許牧世、駱維仁、王成章和焦明等人合譯 |
| 1992年 | 成功的角色           | 基督教文藝出版社      |                                        |
| 2010年 | 聖經和合本修訂版     | 聯合聖經公會          | 與駱維仁共同修訂新約部分               |

### 著作
| 出版年 | 書名                                   | 出版社               | 備註                                              |
| ------ | -------------------------------------- | -------------------- | ------------------------------------------------- |
| 1963年 | 舊詞重提：廣播證道集                   | 香港浸信會出版部     |                                                   |
| 1964年 | 講道法                                 | 東南亞神學院協會     |                                                   |
| 1964年 | 新約中之教會                           | 台灣浸聯會教育委員會 |                                                   |
| 1972年 | 如此我信                               | 基督教文藝出版社     |                                                   |
| 1972年 | 基督教信仰與中國：周聯華論文演講集     | 浸信會文字中心       |                                                   |
| 1973年 | 基督信仰與中國                         | 浸信會文字中心       |                                                   |
| 1973年 | 同歸於一                               | 浸信會文字中心       |                                                   |
| 1975年 | 他的傷痕                               | 道聲出版社           |                                                   |
| 1976年 | 另一位見證人                           | 道聲出版社           |                                                   |
| 1978年 | 平信徒神學初階                         | 道聲出版社           |                                                   |
| 1979年 | 神學綱要．卷一                         | 道聲出版社           |                                                   |
| 1979年 | 中文聖經註釋－加拉太書．以弗所書       | 基督教文藝出版社     |                                                   |
| 1980年 | 中文聖經註釋－新約概論                 | 基督教文藝出版社     |                                                   |
| 1980年 | 歌中之歌                               | 道聲出版社           |                                                   |
| 1981年 | 今日教牧事奉之裝備                     | 浸信會出版社         |                                                   |
| 1984年 | 中文聖經註釋－雅歌書                   | 基督教文藝出版社     |                                                   |
| 1985年 | 會通與轉化                             | 宇宙光出版社         | 與蔡仁厚、梁燕城合著                              |
| 1985年 | 中文聖經註釋－那鴻．哈巴古書．西番雅書 | 基督教文藝出版社     |                                                   |
| 1986年 | 話說當年－新約誌                       | 論壇出版社           |                                                   |
| 1986年 | 我不信－信仰難題解答                   | 宇宙光出版社         |                                                   |
| 1987年 | 新編講道法                             | 基督教文藝出版社     |                                                   |
| 1988年 | 饒恕的福音                             | 基督教文藝出版社     |                                                   |
| 1989年 | 耶穌生平                               | 基督教文藝出版社     | 《他的傷痕》重印版                                |
| 1989年 | 出人頭地                               | 中央日報出版部       |                                                   |
| 1990年 | 神學綱要．卷二                         | 基督教文藝出版社     |                                                   |
| 1990年 | 清心細語                               | 基督教文藝出版社     |                                                   |
| 1991年 | 成長中的痛苦                           | 九歌出版社           |                                                   |
| 1991年 | 話說當年－聖經簡介                     | 基督教文藝出版社     |                                                   |
| 1992年 | 入門－從慕道到學道                     | 基督教文藝出版社     |                                                   |
| 1994年 | 周聯華回憶錄                           | 聯合文學出版社       |                                                   |
| 1995年 | 靜思禱文                               | 活水文化雙周報社     |                                                   |
| 1997年 | 中文聖經註釋－希伯來書                 | 基督教文藝出版社     |                                                   |
| 1997年 | 樂在編寫                               | 雅歌出版社           | 第一屆基督徒寫作藝術研習會內容精華                |
| 1998年 | 荊棘中的玫瑰                           | 基督教文藝出版社     |                                                   |
| 2000年 | 小驢－凱歌堂講台                       | 基督教文藝出版社     |                                                   |
| 2001年 | 神學綱要．卷三                         | 基督教文藝出版社     |                                                   |
| 2001年 | 神學綱要．卷四                         | 基督教文藝出版社     |                                                   |
| 2001年 | 上帝呼召之貫徹                         | 基督教文藝出版社     |                                                   |
| 2001年 | 中文聖經註釋－啟示錄                   | 基督教文藝出版社     |                                                   |
| 2001年 | 神學綱要．卷五                         | 基督教文藝出版社     |                                                   |
| 2003年 | 僕人型的彌賽亞－耶穌基督的任務與使命   | 基督教文藝出版社     |                                                   |
| 2003年 | 聖經索引                               | 基督教文藝出版社     |                                                   |
| 2003年 | 改變世界的一週                         | 聖經資源中心         |                                                   |
| 2003年 | 少年十五二十時                         | 正中書局             | 共二十位作者                                      |
| 2004年 | 金蘋果裝在銀盤裡                       | 建行文化事業有限公司 | 《出人頭地》絕版後重印                            |
| 2005年 | 去－如此主說                           | 基督教文藝出版社     |                                                   |
| 2006年 | 時代的呼聲                             | 基督教文藝出版社     |                                                   |
| 2007年 | 耶穌的故事                             | 臺灣商務印書館       | 《耶穌生平》改版重印                              |
| 2007年 | 神學綱要．卷六                         | 基督教文藝出版社     |                                                   |
| 2007年 | 從舊約到新約－約的觀念之演變與發展     | 東海大學校牧室       |                                                   |
| 2009年 | 神學綱要．卷七                         | 基督教文藝出版社     |                                                   |
| 2010年 | 我的一生                               | 基督教文藝出版社     |                                                   |
| 2010年 | 習字樂                                 | 基督教文藝出版社     |                                                   |
| 2010年 | 周聯華博士全集                         | 橄欖華宣出版         | 共計三十八本、 獲第四屆基督教金書獎（華人創作類） |

### 影音產品
- 周聯華牧師釋經集-新約全書CD版（出版：宇宙光）
- 周聯華牧師講道精華五十篇（出版：宇宙光）
- 清晨佳音DVD（出版：宇宙光）

## 外部連結
周聯華牧師 - 懷恩堂